# Apogon cavitensis
 Apogon cavitensis és una espècie de peix de la família dels apogònids i de l'ordre dels perciformes. És un peix d'aigua marina i salabrosa, demersal (entre 3 i 30 m de fondària) i de clima tropical, el qual habita a l'oest del Pacífic central: les illes Filipines, Malàisia, el nord d'Austràlia, Tonga i, possiblement també, Indonèsia. És comú en les aigües poc fondes (entre 6-7 m) dels manglars.
Pot assolir 6,5 cm de longitud total. Presenta una franja mediolateral de color ocre i una línia fina de color groc brillant al llarg del dors. Els joves tenen el cap i la resta de cos de color groc pàl·lid.
És inofensiu per als humans.